# Фрај-Лауберсхајм
Фрај-Лауберсхајм (њем. Frei-Laubersheim) општина је у њемачкој савезној држави Рајна-Палатинат. Једно је од 119 општинских средишта округа Бад Кројцнах. Према процјени из 2010. у општини је живјело 1.085 становника. Посједује регионалну шифру (AGS) 7133031.

## Географски и демографски подаци
Фрај-Лауберсхајм се налази у савезној држави Рајна-Палатинат у округу Бад Кројцнах. Општина се налази на надморској висини од 180 метара. Површина општине износи 9,9 km². У самом мјесту је, према процјени из 2010. године, живјело 1.085 становника. Просјечна густина становништва износи 110 становника/km².

## Међународна сарадња
| Мјесто | Држава    | Врста сарадње | Од    |
| ------ | --------- | ------------- | ----- |
| Крисе  | Француска | партнерство   | 2001. |
|        | Француска | партнерство   | 1992. |
| Извор  |           |               |       |